# Jacques Coutrot
Jacques Coutrot, född 10 april 1898 i Paris, död 17 september 1965 i Mormant, var en fransk fäktare.
Coutrot blev olympisk guldmedaljör i florett vid sommarspelen 1924 i Paris. Han tog även silver vid sommarspelen 1936 i Berlin.